# Antanas Smetona
Antanas Smetona (10. srpna 1874 Užulėnis – 9. ledna 1944 Cleveland) byl litevský politik a první litevský prezident.

## Život
V mládí studoval kněžský seminář v Kaunasu, ale z více důvodů změnil plány ohledně budoucí profese a přestoupil na gymnázium do lotyšské Jelgavy. Patřil zde spolu s Jonasem Jablonskisem, Vincasem Kudirkou k tajné proticarské nacionalistické skupině. Na podzim roku 1896 organizoval protesty proti povinné účasti na pravoslavných bohoslužbách a z gymnázia byl vyloučen, ale později mohl studia dokončit v Petrohradu. V Petrohradu také úspěšně absolvoval studium práv na Petrohradské univerzitě.
Po návratu do Litvy se začal angažovat v řadách litevských nacionalistů a podílel se na vydávání několika litevských novin.
Během první světové války žádal formou memoranda Německo, které okupovalo Litvu, aby uznalo právo litevského národa na samostatný stát. Později se stal členem Litevské rady (Lietuvos Taryba) a 16. února 1918 spolupodepsal vyhlášení litevské nezávislosti.
Dne 4. dubna 1919 byl Smetona zvolen prvním litevským prezidentem, ale již následujícího roku jej nahradil levicově orientovaný Aleksandras Stulginskis. Mezi lety 1923 a 1927 působil Antanas Smetona jako pedagog na Litevské univerzitě.
Po vojenském převratu se 17. prosince 1926 stal znovu prezidentem a v této funkci byl potvrzen znovu v letech 1931 a 1938. Od roku 1929 byl v postavení diktátora.
Prezidentem zůstal až do 15. června 1940. Odmítl podílet se na německo-sovětském útoku proti Polsku a v roce 1940 byl zastáncem ozbrojené obrany proti Sovětskému svazu. Protože však většina vlády ozbrojený odpor odmítala, odletěl Smetona z Litvy a předal své pravomoci ministerskému předsedovi A. Merkysovi, který se následujícího dne prohlásil za prezidenta Litvy.
Do roku 1941 žil Smetona ve Švýcarsku, v roce 1941 se přestěhoval se svou rodinou do Spojených států amerických, kde v roce 1944 zahynul při požáru.

## Vyznamenání
- velkokříž Řádu Pia IX. – Vatikán, 1927[1]
- Řád orlího kříže I. třídy – Estonsko, 29. dubna 1931[2]
- Řád Bílého lva I. třídy s řetězem, civilní skupina – Československo, 6. listopadu 1931 (řetěz propůjčen 4. března 1936)[3][4]
- velkokříž s řetězem Řádu bílé růže – Finsko, 1932[5]
- Řád bílé hvězdy I. třídy s řetězem – Estonsko, 26. října 1938[6]